# توماس ر. هاريس
توماس ر. هاريس هو سياسي كندي، ولد في 24 مارس 1836. انتخب عضو مجلس نواب نوفا سكوتيا.